# بيلي وايت (مؤلفة)
بيلي وايت (بالإنجليزية: Bailey White)‏ (31 مايو 1950، توماسفيل في الولايات المتحدة)؛ صحفية، كاتِبة وروائية أمريكية. درست في جامعة ولاية فلوريدا.